# Claudine Dupuis
Andrée Esther Chaloum, mieux connue sous son nom d'artiste Claudine Dupuis (née à Paris, le 1er mai 1924 et morte le 26 mai 1991 à Lisieux) est une actrice française.

## Biographie
Elle se marie en 1951 à Alfred Rode (1905-1979) qui l'avait fait tourner dès 1947. Elle tourne en France, en Italie et en Espagne. N'hésitant pas à faire valoir son sex-appeal, durant une dizaine d'années, elle est une vedette extrêmement populaire, avec des films la plupart du temps réalisés par son époux, ce qui lui valut de nombreuses couvertures de magazines. François Truffaut avoua qu'il allait voir ses films pour sa seule présence, même s'ils n'étaient pas toujours très bons.
On peut retenir de sa filmographie La Ferme du pendu, C'est... la vie parisienne, La Maudite ou encore La Môme Pigalle. En 1961, elle se retire du monde du cinéma pour tenir avec sa mère et son époux un hôtel restaurant "Le Moulin de la Planche" à côté d'Étampes, puis s'installe à Deauville où elle ouvre un restaurant russe.
Elle meurt à l'hôpital de Lisieux en 1991, complètement oubliée du public. Elle est enterrée au cimetière de Deauville.

## Filmographie
- 1945 : François Villon d'André Zwoboda : Huguette de Hainaut
- 1945 : La Ferme du pendu de Jean Dréville : La Mauffe, la femme facile
- 1946 : La Foire aux chimères de Pierre Chenal
- 1946 : Chemins sans lois de Guillaume Radot
- 1946 : Les Atouts de Monsieur Wens d'Emile-Georges De Meyst : Jeannette
- 1947 : Quai des Orfèvres de Henri-Georges Clouzot : Manon, la prostituée en cellule
- 1947 : Fort de la solitude et Ras el Gua, le fort de la solitude de Robert Vernay : Marie
- 1947 : Cargaison clandestine de Alfred Rode
- 1949 : La Maudite ou Passeurs d'or d'Emile-Georges De Meyst, Norbert Benoit et Marcel Jauniaux : Laura
- 1948 : Le Crime des justes de Jean Gehret
- 1949 : La Maison du printemps de Jacques Daroy : Jeanne
- 1950 : Plus fort que la haine (Gli inesorabili) de Camillo Mastrocinque : Stellina Luparello
- 1950 : Brigade volante (Il bivio) de Fernando Cerchio : Giovanna
- 1951 : Boîte de nuit d'Alfred Rode : Gina, la vedette
- 1951 : Jep le traboucaire de Jean Faurez (film inachevé)
- 1951 : Sergil chez les filles de Jacques Daroy : Lily, une prostituée
- 1952 : Les Sept Péchés capitaux de Carlo Rim, pour le sketch : La gourmandise : La paysanne
- 1952 : Tourbillon d'Alfred Rode : Lily Latour
- 1953 : La Fille perdue de Jean Gourguet : Marguerite Legoff / Rita
- 1953 : Le Bal des nations (Bal der Nationen) de Karl Ritter : Marianne
- 1954 : C'est... la vie parisienne d'Alfred Rode : Cri-Cri Delagrange / Christine Weston
- 1954 : Les pépées font la loi de Raoul André : Elvire, une "Pépée"
- 1955 : La Môme Pigalle d'Alfred Rode : Arlette Sidon
- 1955 : Il bivio de Fernando Cerchio : Giovanna
- 1955 : La Mégère apprivoisée (La fierecilla domada / La vergine ribelle) d'Antonio Román : Blanca
- 1955 : Les Pépées au service secret de Raoul André : Elvire, une "Pépée"
- 1956 : Le Château des amants maudits (Beatrice Cenci) de Riccardo Freda : Martina
- 1956 : Adorables démons de Maurice Cloche : Régine Rex
- 1957 : Paris clandestin de Walter Kapps : Mado
- 1957 : Jeunesse romaine (I dritti) de Mario Amendola : Sora Gina
- 1957 : La Fille de feu d'Alfred Rode : Fern Heldt
- 1958 : De l'or dans la vallée (Cuatro en la frontera) d'Antonio Santillán : Isabelle
- 1958 : Rue de la peur (Los Cobardes) de Juan Carlos Thorry : Irène Rubio
- 1958 : Panique au Music-hall d'Antonio Santillan : Rosine Vidal
- 1959 : Visa pour l'enfer d'Alfred Rode : Mado
- 1961 : Dossier 1413 ou Les Ballets roses de Michel Boisrond : Doris

## Théâtre
- 1947 : Mort ou vif de Max Régnier, mise en scène Christian-Gérard, Théâtre de l'Étoile

## Iconographie
- Claudine Dupuis, affiche lithographique de Paul Colin, 1945[2].